# (34375) 2000 RP49
2000 RP49 (asteroide 34375) é um asteroide da cintura principal. Possui uma excentricidade de 0.12740820 e uma inclinação de 16.41828º.
Este asteroide foi descoberto no dia 5 de setembro de 2000 por LINEAR em Socorro.